# 茶具文物館

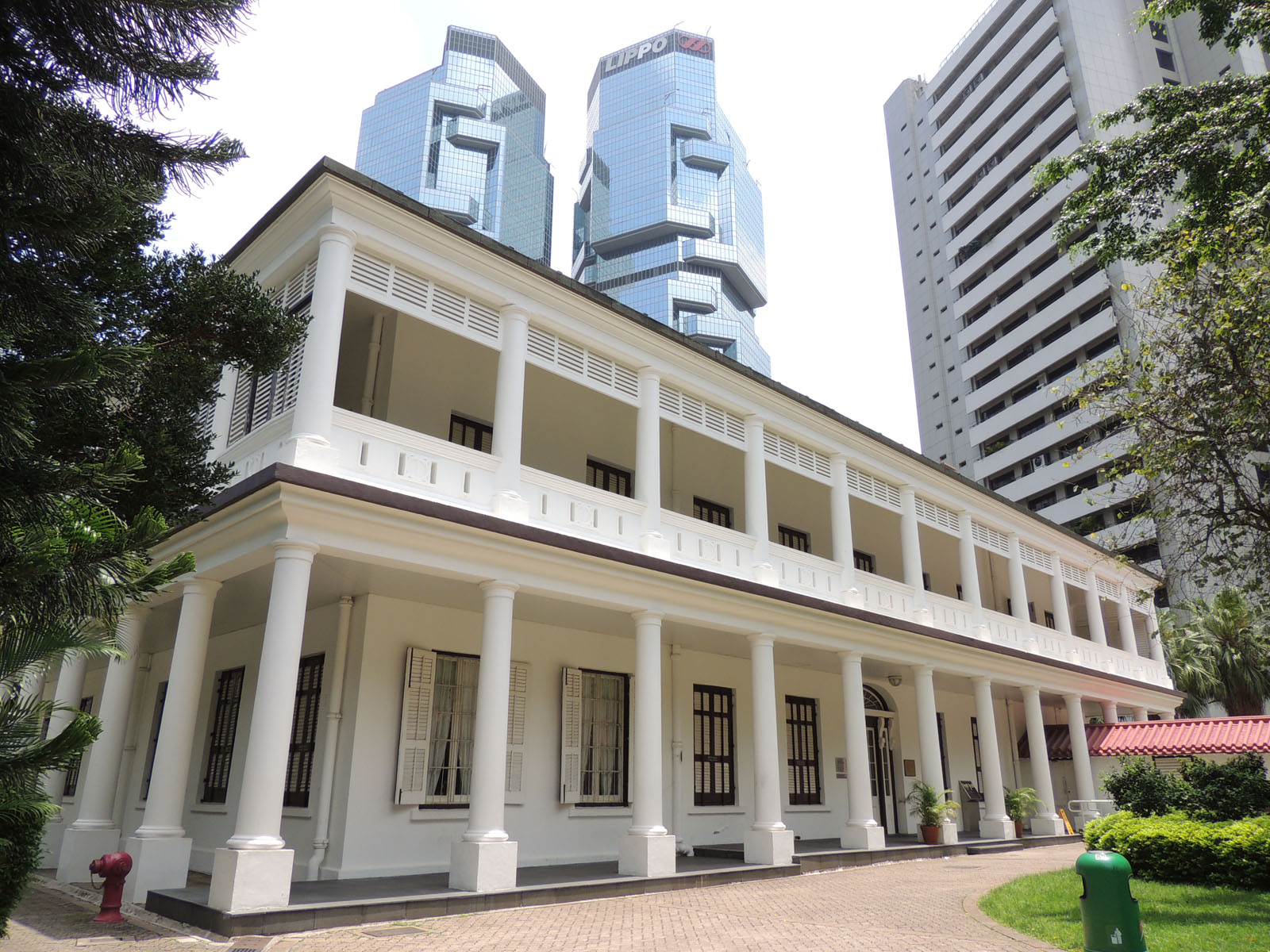
茶具文物館

茶具文物館（英語: Museum of Tea Ware）、は香港香港島中西区中環（セントラル）紅棉路10号、香港公園のなかにある博物館である。博物館の建築は香港イギリス駐留軍指揮官の官邸だったため、フラッグスタッフ・ハウス（Flagstaff House）とも呼ばれた。香港現存の西洋式建築のうち、最も古い建築であり、香港法定古蹟にリストアップされている。
香港の戦い中は旧日本軍に砲撃されたのち、戦時中は徴用され、香港占領地司令官邸として使われた。1982年12月に茶具文物館に改造することを決め、1984年1月26日にオープンした。